# Emma Ruth Rundle
Emma Ruth Rundle (Los Angeles, 10 ottobre 1983) è una cantautrice e chitarrista statunitense.
Ha realizzato tre album solisti ed è stata un membro della band Nocturnes. È un membro dei Red Sparowes e dei Marriages.

## Carriera
Rundle è nata e cresciuta a Los Angeles, California, Stati Uniti, insieme a sua sorella in una famiglia dove si suonava molta musica folk.
Con la sua prima band, i Nocturnes, ha pubblicato l'EP Wellington (2008) e due album, A Year of Spring (2009) e Aokigahara (2011). Si è unita alla band Red Sparowes ed ha collaborato al loro terzo album The Fear Is Excruciating, But Therein Lies the Answer, pubblicato dalla casa discografica Sargent House il 6 aprile 2010.
Ha autoprodotto un album ambient guitar, Electric Guitar: One, nel 2011. È stato ripubblicato nel 2014 dalla Errant Child Recordings.
Nel 2014 forma il trio Marriages con il quale pubblica l'ep Kitsune (2012) e l'album Salome (2015).
Il 7 gennaio 2013 autoproduce l'album Somnambulant, attribuito ai Headless Prince of Zolpidem, descritto come "un mio progetto in parte downtempo anonimo, in parte strano dark wave elettronico".
L'album di debutto solista ufficiale, Some Heavy Ocean, è stato pubblicato il 20 maggio 2014 da Sargent House. È stato coprodotto da Chris Common e registrato nello studio di Sargent House. Rundle visse nel complesso degli studi di registrazione. L'uscita è stata accompagnata da un tour negli Stati Uniti con King Buzzo.
Rundle soffre di adenomiosi, che in parte ha ispirato il materiale del suo secondo album, Marked for Death, prodotto da Sonny DiPerri. È stato rilasciato nell'ottobre 2016 da Sargent House.
Nel gennaio 2017 è stato annunciato uno split EP con Jaye Jayle, intitolato The Time Between Us, e la canzone "The Distance" è stata resa disponibile sulle piattaforme di streaming. L'EP è stato rilasciato da Sargent House il 24 febbraio.
Il terzo album in studio, On Dark Horses, è stato pubblicato il 14 settembre 2018. Contiene contributi di Evan Patterson e Todd Cook membri dei Jaye Jayle , nonché Dylan Nadon di Wovenhand. Sempre nel 2018, ha fornito la voce per "Just Breathe", una canzone dell'album Palms del 2018 della rock band americana Thrice.
Nell'agosto 2019, Roadburn Festival ha annunciato che la Rundle era uno dei due curatori dell'edizione 2020.
Nell'ottobre 2020, ha pubblicato un album in collaborazione con Thou, May Our Chambers Be Full.
Dopo una settimana di permanenza in un ospedale per la salute mentale che l'ha aiutata a tornare sobria da droghe e alcol, ha pubblicato il suo quinto album da solista in studio, Engine of Hell, nel novembre 2021, ricevendo un'accoglienza positiva dalla critica. Successivamente ha pubblicato un nuovo EP chiamato Orpheus Looking Back, composto da tre canzoni registrate durante le sessioni di registrazione di Engine of Hell ma che non sono state incluse nell'album. La prima canzone intitolata Pump Organ Song, che ha realizzato in risposta alla fine del suo matrimonio, è stata pubblicata come singolo prima della data di uscita dell'Ep del 25 marzo 2022. Una registrazione dal vivo di Engine of Hell, intitolata Live At Roadburn, che ha eseguito al Roadburn Festival del 2022 è stata pubblicata il 7 luglio 2023, è stato il suo primo album indipendente in tredici anni.
L'8 aprile 2022, ha annunciato il seguito del suo primo album, Electric Guitar: One, intitolato EG2: Dowsing Voice. Nonostante il nome, l'album si discosta dal suo primo album e dal resto della sua discografia, la Rundle lo ha descritto come uno "strano progetto artistico". Ispirato dal suo soggiorno nella costa del Galles nell'inverno del 2020, dove ha anche registrato l'album, presenta musica completamente improvvisata con particolare attenzione alle voci sperimentali, prive di testi convenzionali. È stato pubblicato il 13 maggio 2022.
Nel marzo 2024 ha collaborato con il polistrumentista Patrick Shiroishi per un brano intitolato A Sparrow In A Swallow's Nest, in cui Rundle recita la sua poesia “Paloma”, mentre Shiroishi si occupa degli strumenti. Il brano è stato pubblicato come lato A di un nuovo singolo 7” di Shiroishi pubblicato da Sub Pop il 12 aprile. In occasione del decimo anniversario del suo secondo album, Some Heavy Ocean, l'artista è tornata in Europa con un tour in agosto per celebrare il disco, con un concerto al Supersonic Festival.

## Discografia

### Con i Nocturnes
- 2008 - Wellington (EP, auto-prodotto)
- 2009 - A Year of Spring (auto-prodotto)
- 2011 - Aokigahara (The Errant Child)

### Con i Red Sparowes
- The Fear Is Excruciating, but Therein Lies the Answer (2010, Sargent House)

### Con i Marriages
- Kitsune EP (2012, Sargent House)
- Salome (2015, Sargent House)

### Solo
- Electric Guitar: One (2011, auto-prodotto)
- Some Heavy Ocean (2014, Sargent House)
- Market for Death (2016, Sargent House)
- The Time Between Us EP slip con Jaye Jayle (2017, Sargent House)
- On Dark Horses (2018, Sargent House)
- May Our Chambers Be Full in collaborazione con Thou (2020, Sacred Bones Record Sargent House)
- Helm of Sorrow [EP] (2021)
- Engine of Hell (2021, Sargent House)
- Orpheus Looking Back [EP] (2022, Sargent House)
- EG2: Dowsing Voice (2022, Sargent House)

### Album Live
- Live at Roadburn (2023, indipendente)

### come Headless Price of Zolpidem
- Somnambulant (2013, auto-prodotto)